# Boniface V
Pour les articles homonymes, voir Boniface.
Boniface V (latin : Bonifacius V) (VIe siècle (?) à Naples – 25 octobre 625 à Rome) est un religieux italien du haut Moyen Âge, qui est le 69e pape de l'Église catholique, évêque de Rome du 23 décembre 619 jusqu'à sa mort. Il a fait beaucoup pour la christianisation de l'Angleterre anglo-saxonne et a promulgué le décret par lequel les églises sont devenues des lieux de sanctuaire.

## Biographie
Boniface est originaire de Naples. Le nom de son père est Giovanni. On ne sait rien de sa carrière avant qu'il ne devienne pape. 

### Élection
Boniface est prêtre-cardinal de San Sisto quand il est élu pour succéder à Adéodat Ier après la mort de ce dernier le 8 novembre 618, mais treize mois de Sede vacante (vacances) s'ensuivent avant que l'élection ne soit ratifiée par le gouvernement impérial byzantin de Constantinople. Pendant ce temps, l'Italie est troublée par la rébellion de l'exarque de Ravenne, Éleuthère, qui se proclame empereur. Eleuthère avance vers Rome, mais avant d'atteindre la ville, il est tué par ses propres troupes. Boniface est resté fidèle à l'empereur byzantin Héraclius ; son élection est ratifiée le 23 décembre 619.

### Pontificat
Boniface est décrit dans le Liber Pontificalis comme « l'homme le plus doux », qui se distingue par son grand amour pour le clergé.
Boniface V s'oppose comme Adéodat Ier à la politique pro-monastique de Grégoire Ier. Pour cette raison, il prescrit que les acolytes ne doivent pas prétendre translater les reliques des martyrs et que, dans la basilique Saint-Jean-de-Latran, ils ne doivent pas se substituer aux diacres pour administrer le baptême.
Il met en vigueur le décret sur le droit d'asile pour les réfugiés et les personnes recherchées, qui peuvent trouver refuge au sein des églises, qui jouissent de l'immunité religieuse. Outre les dispositions relatives au droit d'asile, le Liber Pontificalis rappelle également l'obligation qu'il établit pour les notaires ecclésiastiques d'obéir aux lois de l'empire en matière de testaments.
Boniface s'engage dans la christianisation de l'Angleterre ; Bède le Vénérable parle de l'affection du pape pour l'Église anglaise. Les « lettres d'exhortation » qu'il aurait adressées à l'archevêque Mellitus de Canterbury et à l'évêque de Rochester Juste de Cantorbéry n'existent plus, mais d'autres, d'un intérêt particulier, subsistent. L'une est écrite à Juste après qu'il a succédé à Mellitus comme archevêque de Cantorbéry en 624, lui conférant le pallium et lui ordonnant « d'ordonner des évêques selon les besoins ». Selon Bède le Vénérable, le pape Boniface a également envoyé des lettres à Edwin (roi de Northumbrie) en 625, l'exhortant à embrasser la foi chrétienne, et à l'épouse chrétienne d'Edwin, Æthelburg de Kent, l'exhortant à faire de son mieux pour la conversion de son mari,. Les hérétiques attaquèrent sa mémoire, parce qu'il a dit dans une lettre adressée à Edwin que Jésus-Christ nous avait rachetés du seul péché originel.
Il y a alors une grande quantité de prêtres ; Boniface veut qu'on n'en ordonne qu'en remplacement de ceux qui meurent. En deux ordinations, il crée vingt-neuf évêques, vingt-six ou vingt-sept prêtres et quatre diacres.
Boniface achève et consacre le cimetière Saint-Nicomède sur la via Nomentana. 
Il gouverne l'Église cinq ans et dix mois ; il est enterré dans la basilique Saint-Pierre le 25 octobre 625. Honorius Ier lui succède. Le Saint-Siège ne reste vacant que cinq jours, car il ne faut pas attendre de Constantinople la confirmation du successeur : l'exarque de Ravenne, qui alors se trouve à Rome, prétend rétablir l'ancien usage, et donne cette confirmation au nom de l'empereur byzantin.